# Серія «Словники України»
«Словники України» — міжвидавнича серія словників та розмовників української мови, ідея та назва якої запропоновані Тамарою Гуменюк та Володимиром Широковим у 1994 році.
Знак серії — перші три літери алфавіту з трикрапкою (абв…).
До серії увійшли такі видання (список неповний):
| Назва                                                             | Укладачі                                                                             | Приблизна кількість слів | Кількість сторінок | Видавництво     | Рік  | ISBN                                       |
| ----------------------------------------------------------------- | ------------------------------------------------------------------------------------ | ------------------------ | ------------------ | --------------- | ---- | ------------------------------------------ |
| Білорусько-український словник                                    | Півторак Г. П., Скопненко О. І.                                                      | —                        | 723                | Довіра          | 2007 | ISBN 978-966-507-213-3                     |
| Велика чи мала літера?                                            | Жайворонок В.                                                                        | —                        | 203                | Наукова думка   | 2004 | ISBN 966-00-0179-7                         |
| Дзвона чи дзвону? Або -А(-Я) чи -У(-Ю) в родовому відмінку        | Лозова Н. Є., Фридрак В. Б.                                                          | —                        | 165                | Наукова думка   | 2007 | —                                          |
| Етимологічний словник української мови. Том 5                     | Мельничук О. С., Коломієць В. Т., Болдирєв Р. В. та ін.                              | —                        | 704                | Наукова думка   | 2006 | ISBN 966-00-0195-9                         |
| Короткий російсько-український словник контрастивної лексики      | Ленець К. В., Ставицька Л. О.                                                        | —                        | 942                | Довіра          | 2002 | ISBN 966-507-126-2                         |
| Орфографічний словник складних слів української мови              | Головащук С. І.                                                                      | —                        | 288                | Наукова думка   | 2008 | ISBN 978-966-00-0758-1                     |
| Орфоепічний словник української мови                              | Русанівський В. М., Чумак В. В., Ярун Г. М.                                          | —                        | 208                | Перун           | 2006 | ISBN 966-569-211-9                         |
| Орфоепічний словник української мови. В 2 томах                   | Пещак М. та ін.                                                                      | 140000 (Т. 1)            | 955 (Т. 1)         | Довіра          | 2001 | ISBN 966-507-109-2 Т.І, ISBN 966-507-110-6 |
| Повний словник антонімів української мови                         | Полюга Л. М.                                                                         | —                        | понад 507          | Довіра          | 2006 | ISBN 966-507-193-9                         |
| Російсько-український словник                                     | Лозова Н. Є., Озерова Н. Г., Стоян Л. М., Фридрак В. Б.                              | 60000                    | 1216               | Наукова думка   | 2004 | ISBN 966-00-0747-7                         |
| Російсько-український словник                                     | Півторак Г. П. (ред.); Скопненко О. І., Цимбалюк Т. В.                               | 45000                    | 630                | Довіра          | 2005 | ISBN 966-507-123-8                         |
| Російсько-український словник з математики, фізики та інформатики | Перехрест В. І.                                                                      | 46000                    | 685                | Довіра          | 2008 | ISBN 978-966-507-220-1                     |
| Російсько-український словник сталих словосполучень               | Головащук С. І.                                                                      | 18000                    | 640                | Наукова думка   | 2001 | ISBN 966-00-0666-7                         |
| Російсько-український словник-довідник                            | Скопненко О. І., Цимбалюк Т. В.                                                      | 102000                   | —                  | Довіра          | 2005 | ISBN 966-507-165-3                         |
| Російсько-українсько-англійський словник з механіки               | Бастун В. М., Григоренко Я. М.                                                       | —                        | 512                | Наукова думка   | 2008 | ISBN 978-966-00-0870-8                     |
| Словник синонімів української мови                                | Полюга Л. М.                                                                         | —                        | 477                | Довіра          | 2007 | ISBN 978-966-507-207-2                     |
| Словник термінів міжкультурної комунікації                        | Бацевич Ф. С.                                                                        | 705                      | —                  | Довіра          | 2007 | ISBN 978-966-507-211-9                     |
| Словник українських морфем. (Видання третє)                       | Полюга Л. М.                                                                         | 45000                    | 554                | Довіра          | 2009 | ISBN 978-966-507-234-8                     |
| Словник українських синонімів і антонімів                         | Полюга Л. М.                                                                         | —                        | —                  | Довіра          | 2007 | ISBN 978-966-507-212-6                     |
| Словник фразеологізмів української мови                           | Білоноженко В. М., Гнатюк І. С., Дятчук В. В. та ін.                                 | —                        | 1104               | Наукова думка   | 2008 | ISBN 978-966-00-0880-5                     |
| Словник фразеологічних антонімів української мови                 | Калашник В. С., Колоїз Ж. В.                                                         | 585                      | 284                | Довіра          | 2004 | ISBN 966-507-157-2                         |
| Словник-довідник з релігієзнавства                                | Шевченко В. М.                                                                       | 3000                     | 560                | Наукова думка   | 2004 | ISBN 966-00-0757-4                         |
| Словник-довідник назв осіб за видом діяльності                    | Годована М. П.                                                                       | 2500                     | 172                | Наукова думка   | 2009 | ISBN 978-966-00-0828-7                     |
| Сучасний словник-мінімум іншомовних слів                          | —                                                                                    | 6000                     | 447                | Довіра          | 2005 | ISBN 966-507-179-3                         |
| Сучасний словник-мінімум іншомовних слів                          | Скопненко О. І., Цимбалюк Т. В.                                                      | 9000                     | —                  | Довіра          | 2008 | ISBN 978-966-507-222-5                     |
| Тлумачний словник-мінімум української мови                        | Ващенко Л. О., Єфімов О. М.                                                          | 9000                     | 607                | Довіра          | 2006 | ISBN 966-507-160-2                         |
| Український орфографічний словник                                 | Чумак В. В., Шевченко І. В., Шевченко Л. Л., Ярун Г. М.                              | 70000                    | —                  | Довіра          | 2006 | ISBN 966-507-199-8                         |
| Український орфографічний словник. Сьоме видання                  | Чумак В. В., Шевченко І. В., Шевченко Л. Л., Ярун Г. М.                              | 172000                   | —                  | Довіра          | 2008 | ISBN 978-966-507-224-9                     |
| Українсько-англійський науково-технічний словник                  | Саврук М. П.                                                                         | 120000                   | 912                | Наукова думка   | 2008 | ISBN 978-966-00-0803-8                     |
| Українсько-македонський розмовник                                 | Онищенко О. С., Ристовські Б., Русанівський В. М., Шевченко Л. І., Чорний-Мешкова В. | —                        | 287                | Довіра          | 2005 | ISBN 966-507-174-2                         |
| Українсько-російський словник                                     | —                                                                                    | 40000                    | —                  | Довіра          | 2003 | ISBN 966-507-107-6                         |
| Українсько-російський словник                                     | Пилинський М. М., Їжакевич Г. П., Калюжна В. М. та ін.                               | —                        | 1008               | Наукова думка   | 2004 | ISBN 966-00-0220-3                         |
| Словник українських наукових і народних назв судинних рослин      | Кобів Ю. Й.                                                                          | 40000                    | 800                | Наукова думка   | 2004 | ISBN 966-00-0355-2 ISBN 978-966-00-0355-2  |
| Нові слова та значення: словник                                   | Л. В. Туровська, Л. М. Василькова.                                                   | —                        | 271                | Довіра          | 2008 | ISBN 978-966-507-248-5                     |
| Норвезько-український словник                                     | Буркут К. С.                                                                         | 15000                    | 260                | Академперіодика | 2014 | ISBN 978-966-360-257-8                     |